# Euonymus venosus
Euonymus venosus är en benvedsväxtart som beskrevs av William Botting Hemsley. Euonymus venosus ingår i släktet Euonymus och familjen Celastraceae. Inga underarter finns listade.